# Firminus Wickenhäuser
Firminus Wickenhäuser OFM (* 19. Januar 1876 in Massenbachhausen als Josef Wickenhäuser; † 30. September 1939 in Düsseldorf) war Franziskaner und Bildhauer.

## Leben und Wirken

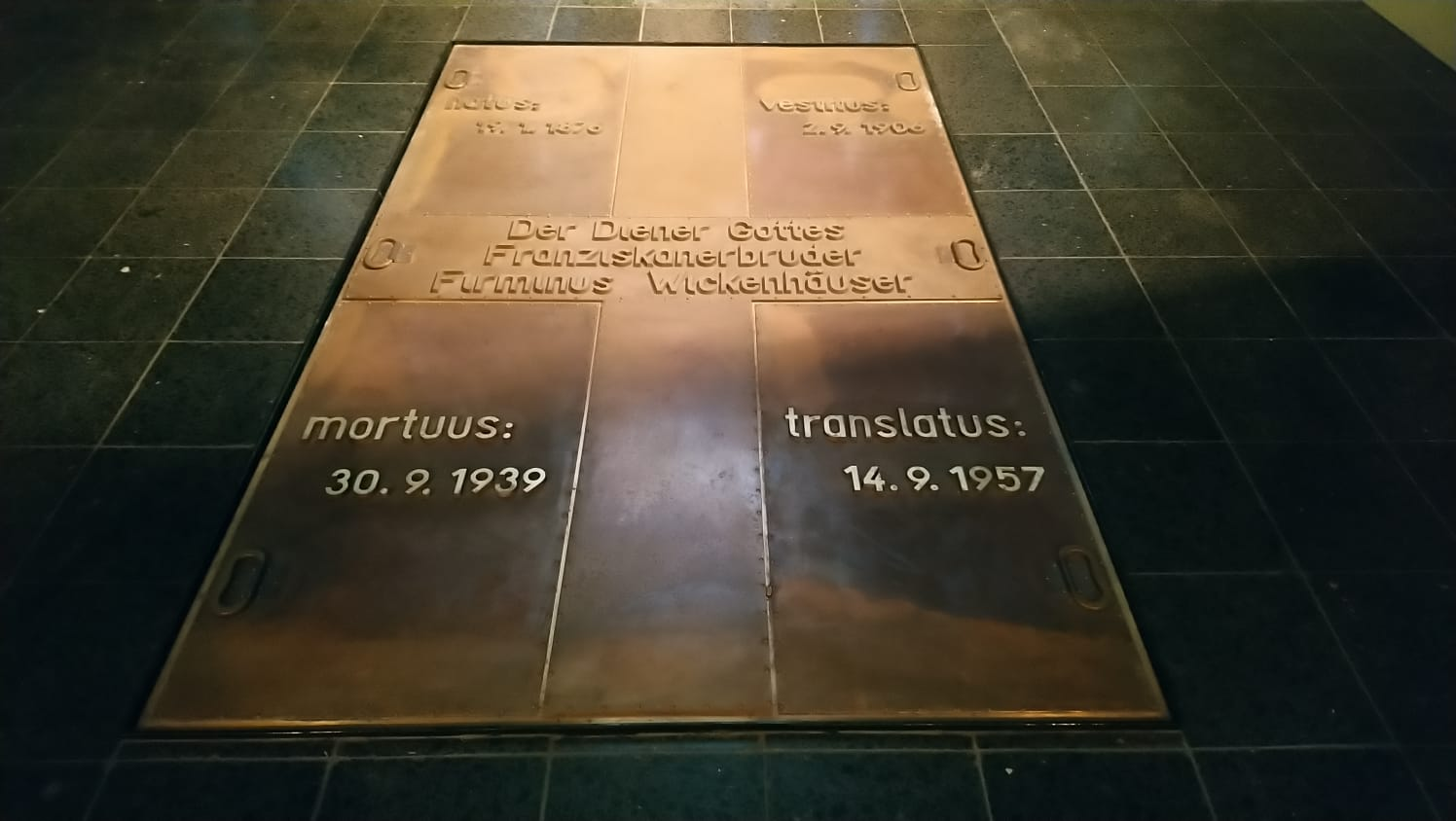
Grabplatte in der Kirche Maria Empfängnis

Josef Wickenhäuser wurde 1876 in der ehemaligen Synagoge Massenbachhausen als zehntes Kind des Schäfers Johann Adam Wickenhäuser geboren. Sechs der Geschwister waren in jungen Jahren vor Josefs Geburt verstorben, drei Halbschwestern aus der ersten Ehe des Vaters waren bereits in die USA ausgewandert, so dass Josef das einzige bei den Eltern verbleibende Kind war. Die Familie zog kurz nach seiner Geburt aus der ehemaligen Synagoge in ein Gebäude an der Rosenbergstraße. 1891 starb der Vater, so dass fortan der erst 15-jährige Josef für den Unterhalt der Mutter sorgen musste. Er war als Steinklopfer beim Bau der Straße von Massenbachhausen nach Gemmingen tätig und machte bei Pisot in Kirchardt eine Lehre zum Steinmetz. Anschließend arbeitete er in einer Grabsteinwerkstatt in Stuttgart, wo er 1899 die Gesellenprüfung bestand. Nach Militärdienst, Wanderjahren ab 1903 und dem Tod der Mutter 1905 trat er 1906 im Kloster Harreveld als Laienbruder in den Franziskanerorden ein. 1908 kam er erstmals ans Kloster Düsseldorf, und ab 1911 lebte er im Kloster Dorsten. Am Ersten Weltkrieg nahm er als Sanitäter teil. Er wirkte während dieser Zeit auch als Bildhauer. Nach dem Krieg kehrte er nach Düsseldorf zurück, wo er die ewigen Gelübde ablegte.
Als Bildhauer war er für verschiedene Restaurierungen in Ordenskirchen verantwortlich. So war er unter anderem in den Kirchen auf dem Apollinarisberg in Remagen und auf dem Kreuzberg in Bonn tätig. Zudem schuf er zahlreiche Büsten von Honoratioren und renovierte viele Kleindenkmale, so auf dem Marienberg in Neviges.
Er starb am 30. September 1939 und wurde auf dem Stoffeler Friedhof in Düsseldorf beigesetzt. Sein Leichnam wurde später in die Krypta der Franziskanerkirche St. Antonius in Düsseldorf umgebettet. Heute ruht er in der Kirche Maria Empfängnis, da das alte Kloster aufgegeben wurde.

## Nachleben und Seligsprechungsprozess
Bald nach seinem Tod setzte eine große Verehrung des Firminus Wickenhäuser ein. Bereits zu Lebzeiten war er allgemein bekannt und geachtet. Man hatte ihm den Beinamen das Herrgottsbrüderle von Düsseldorf gegeben. Zu seinem Gedenken wird alljährlich Ende September eine Bruder-Firminus-Woche gefeiert.
1951 wurde ein Seligsprechungsprozess eingeleitet. 1998 wurde ihm der Titel Ehrwürdiger Diener Gottes zugesprochen.